# Birte Carlsen
Birte Carlsen, född den 18 september 1954 i  Aalborg , är en dansk handbollsspelare. Hon inte längre aktiv.

## Karriär[1]
Började sin elitkarriär i Aalborgs HK där hon spelade när hon debuterade i danska landslaget den 7 augusti 1975 mot Sovjetunionen. Birte Carlsen gick mållös från planen. Hon fick fortsatt förtroende i landslaget och spelade i VM 1975. Efter spelårets slut bytte hon klubb till Helsingör IF och spelade i den klubben så länge hennes landslagskarriär varade. Hennes sista landskamp var mot Island den 23 april 1983, då hon gjorde fem mål för Danmark. Hon hade då spelat 113 landskamper och gjort 375 mål för Danmark. Helsingör IF har vunnit tre danska mästerskap 1961, 1983 och 1984. I de båda sista var Birte Carlsen delaktig. 

## Klubbar
- Aalborg HK (? - 1976)
- Helsingör IF (1976-1984?)

## Meriter
- 2 st Danska mästerskap med Helsingör IF 1983 och 1984